# جيف غليك
جيف غليك (بالإنجليزية: Jeff Glick)‏ هو لاعب الجسر ‏ أمريكي، ولد في 23 نوفمبر 1906، وتوفي في 31 يوليو 1985 في مقاطعة بروارد في الولايات المتحدة.